# Jonathan Case
Jonathan Case est un dessinateur de bande dessinée américain.

## Œuvres publiées en français
- Le Tueur de la Green River (dessin), avec Jeff Jensen (scénario), Ankama, 2012.

## Prix et récompenses
- 2012 : Prix Eisner du meilleur travail inspiré de la réalité pour Le Tueur de la Green River (avec Jeff Jensen)[réf. souhaitée]